# Aeroportul Apolo
Aeroportul Apolo (IATA: APB, ICAO: SLAP) este un aeroport din Bolivia ce deservește zona Apolo⁠(d).
Situat la o altitudine de 1.415 m, aeroportul dispune de o singură pistă.